# Jesús Murgui Soriano
Jesús Murgui Soriano (ur. 17 kwietnia 1946 w Walencji) – hiszpański duchowny katolicki, biskup Majorki w latach 2004-2012, biskup Orihuela-Alicante (2012–2021).

## Życiorys

### Prezbiterat
Święcenia kapłańskie otrzymał 21 września 1969. Inkardynowany do archidiecezji walenckiej, przez wiele lat pracował jako proboszcz, był także duszpasterzem dziecięcej i młodzieżowej sekcji Akcji Katolickiej, a także wikariuszem biskupim.

### Episkopat
25 marca 1996 papież Jan Paweł II mianował go biskupem pomocniczym archidiecezji Walencji, ze stolicą tytularną Lete. Sakry biskupiej udzielił mu 11 maja 1996 kard. Agustín García-Gasco y Vicente.
27 grudnia 2003 został mianowany biskupem ordynariuszem diecezji Majorka, zaś 21 lutego 2004 kanonicznie objął urząd.
27 lipca 2012 został biskupem ordynariuszem diecezji Orihuela-Alicante. 
7 grudnia 2021 roku papież przyjął jego rezygnację z pełnionego urzędu, złożóną ze względu na wiek. 